# مكان أكثر أمانا
مكان أكثر أمانًا هي رواية للكاتبة البريطانية، هيلاري مانتل صدرت عام 1992، تتعلق بأحداث الثورة الفرنسية مع التركيز على حياة جورج دانتون وكاميلي ديزمولينز وماكسميليان روبسبيار من طفولتهما إلى إعدام دانتون، وتضم الرواية مئات الشخصيات التاريخية الأخرى.

## خلفية
بدأت مانتل كتابة الرواية عام 1975 وأكملتها عام 1979، لكنها لم تتمكن من العثور على ناشر. "لقد كتبت رسالة إلى أحد الوكلاء أقول فيها هل يمكنك إلقاء نظرة على كتابي، فهو يدور حول الثورة الفرنسية، وليس قصة رومانسية تاريخية، وجاءت الرسالة قائلة، نحن لا نأخذ الروايات التاريخية [...] بسبب التوقعات المحيطة بكلمات "الثورة الفرنسية". ظلت الرواية غير منشورة حتى عام 1992. حيث تشير مانتل أنها استخدمت، حيثما أمكن ذلك، الكلمات الخاصة بالشخصيات التاريخية، من خطاباتهم أو كتاباتهم.